# Bún riêu

El bún riêu es una sopa vietnamita de carne con vermicelli de arroz. Existen varias variantes de bún riêu, incluyendo bún riêu cua, bún riêu cá y bún riêu ốc.

## Características
El bún riêu cua se sirve con caldo de tomate y se cubre con cangrejo o pasta de gamba. En este plato se usan diversos cangrejos de arrozal, incluyendo el cangrejo de arrozal marrón presente en los arrozales de Vietnam. Los cangrejos se limpian poniéndolos en agua limpia para que eliminen la suciedad y la arena. Los cangrejos se machacan con la cáscara para obtener una pasta fina. Esta pasta se cuela y el jugo de cangrejo es la basa para la sopa, junto al tomate. El residuo de cangrejo se usa como base de pastel de cangrejo. Otros ingredientes de este plato son tofu frito, mẻ o giấm bổng (tipos de vinagre de arroz), bira tai, hạt điều màu para enrojecer el caldo, huyết (sangre de cerdo coagulada), brotes de espinaca acuática, flor de plátano rallada, rau kinh giới, menta verde, perilla, brotes de judía y chả chay (salsa vegetariana). Esta plato es rico en nutrientes: calcio de la cáscara de cangrejo molida, hierro de la sangre de cerdo coagulada y vitaminas y fibra de la verdura.